# Affeton Castle
L'Affeton Castle (castello di Affeton) è un castello che sorge nei pressi di East Worlington, Devon.
Deriva dalla riconversione di un corpo di guardia tardo medievale del distrutto maniero fortificato di Affeton.
Si trova sul fianco di una valle del Little Dart River.

## Storia
In origine, l'Affeton Castle faceva parte di un ampio maniero fortificato, edificato in pietrisco calcareo grigio dalla famiglia Stucley attorno al 1434.
La famiglia Stucley acquisì la tenuta di Affeton quando nel 1448 Hugh Stucley, Sceriffo del Devon, sposò l'ereditiera Catherine de Affeton.
La dimora principale fu distrutta negli anni quaranta del XVII secolo nel corso della Guerra civile inglese e, al principio del XVIII secolo, il corpo di guardia era in rovina. Esso fu restaurato tra il 1868 e il 1869 da Sir George Stucley, I baronetto per essere utilizzato come palazzina di caccia.
Nel 1956, fu convertita nella dimora privata di Sir Dennis Stucley, V baronetto.

## Descrizione
Il maniero misura circa 18 m per 6,7 m e costituiva la parte maggiore delle difese del maniero. Incorpora un alto arco, ora parzialmente riempito per formare una più piccola porta frontale, attraverso il quale avveniva l'accesso di persone e veicoli al cortile interno.
Il castello è protetto come Monumento classificato di Grade II*.

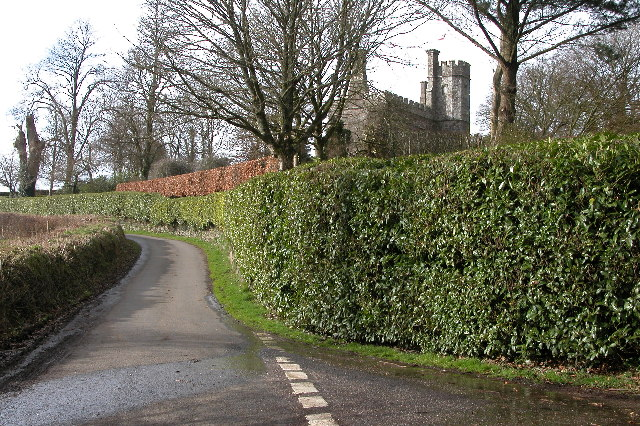
L'Affeton Castle visto dalla via pubblica